# Východ-Západ
Východ-Západ (v originále Est-Ouest) je koprodukční hraný film z roku 1999, který režíroval Régis Wargnier. Snímek měl světovou premiéru na filmovém festivalu v Locarnu dne 4. srpna 1999.

## Děj
V červnu 1946 navrhl Stalin všem ruským občanům, kteří uprchli před bolševickou revolucí z roku 1917 a našli útočiště na Západě, aby se vrátili a usadili v SSSR. Stejně jako mnoho dalších občanů žijících ve Francii i lékař Alexej Golovin reaguje na tuto výzvu příznivě a rozhodne se vrátit do rodné země se svou francouzskou manželkou Marií a jejich synem Serjožou. Ale po příjezdu do Kyjeva na Ukrajině si pár uvědomí, že je v pasti. Alexej a Marie nyní musí čelit realitě komunistického režimu. Ale zatímco se zdá, že Alexej se svému novému životu v SSSR přizpůsobuje, Marie o návrat do Francie nikdy nepřestane bojovat.

## Obsazení
| Oleg Jevgeňjevič Meňšikov | Alexej Golovine                                 |
| Sandrine Bonnaire         | Marie Golovine                                  |
| Catherine Deneuve         | Gabrielle Develay                               |
| Sergej Bodrov             | Saša Vasiljev                                   |
| Grigori Manoukov          | Pirogov                                         |
| Tatiana Doguileva         | Olga                                            |
| Bohdan Stupka             | plukovník Bojko                                 |
| Meglena Karalambova       | Nina Fjodorovna                                 |
| Banko Bankov              | agent tajné policie                             |
| Atanas Atanasov           | Viktor                                          |
| René Féret                | Jean-Louis, francouzský velvyslanec v Bulharsku |
| Tanja Masalitinova        | Alexandrovna                                    |
| Valentin Ganev            | Voloďa Petrov                                   |
| Nikolaj Binev             | Sergej Kozlov                                   |
| Daniel Martin             | turecký kapitán                                 |
| Hubert Saint-Macary       | kulturní atašé                                  |
| Jauris Casanova           | Fabiani                                         |
| Joël Chapron              | herec v divadle                                 |
| François Caron            | francouzský policista                           |
| Marie Verdi               | kostymérka                                      |

## Ocenění
- César: nominace v kategoriích nejlepší film a nejlepší herečka (Sandrine Bonnaire)
- Oscar: nominace na nejlepší cizojazyčný film
- Étoile d'or du cinéma français